# Интернет-казино
Интернет-казино (виртуальное казино, онлайн-казино) — сайт или специальная программа, которые позволяют играть в азартные игры в интернете.
Сайты интернет-казино могут специализироваться на различных азартных играх: игровых автоматах, рулетке, лотереях, викторинах, покере или других карточных и настольных играх.
Интернет-казино достаточно доступны, так как на их сайты можно попасть с помощью браузера компьютера или планшета, но в России регистрация интернет-казино запрещена.

## Принцип работы интернет-казино
Как правило, интернет-казино предоставляют возможно сыграть в те же азартные игры, что и в обычных казино (рулетка, покер, кено).
Однако во время реальной игры вероятность выигрыша или проигрыша зависит от множества объективных факторов: к таковым относится начальное расположение карт, методика и интенсивность перетасовки, количество игроков за столом и другие причины.
В интернет-казино результат игры генерируется при помощи встроенной программы — генератора случайных чисел. Это — часть игры, которая выполняет только одну функцию — постоянно генерирует ряды случайных чисел. В момент, когда игрок нажимает кнопку «Spin» на игровом автомате или раскручивает колесо рулетки, программа берет последовательность чисел у ГСЧ и интерпретирует его в результат игрового раунда.
Со стороны кажется, что нет существенной разницы в том, чем обусловлен результат игры. В обоих случаях он зависит от случайных факторов. Однако на деле реальные и онлайн-игры могут приводить к различным результатам.
Некоторые интернет-казино предлагают сыграть в азартные игры с участием реального дилера. Процесс имитирует посещение реального игорного заведения с помощью соответствующей атмосферы: фоновой музыки, освещения, крупье. Игрок может общаться с дилером с помощью чата. Реальные дилеры зачастую сопровождают азартные игры с рулеткой, карточные игры и викторины. 

## История интернет казино
Первые онлайн-казино относятся к 1994 году, когда компания Microgaming разработала первую платформу для сетевых азартных игр. В это же время государство Антигуа и Барбуда приняло «Закон о свободной торговле и обработке информации», в котором прописан механизм выдачи лицензий представителям игорного бизнеса. Этот законопроект способствовал развитию индустрии в интернете.
Интернет-казино до 1998 года развивались довольно равномерно. Но именно в 98-м произошло увеличение популярности таких сайтов. Причиной стремительного роста интереса публики к сайтам казино стало внедрение концепции «прогрессивного джекпота». Суть данного нововведения состояла в том, что часть прибыли казино возвращалась игрокам в виде крупных накапливаемых джекпотов. Данные выигрыши получали единицы, но возможность провоцировала на игру очень многих.
Годом роста для интернет казино стал 2001. В это время появилось и окончательно закрепилось на рынке большинство игровых площадок[каких?]. Число производителей игрового программного обеспечения выросло, появились новые азартные игры.
Доля мобильных казино в общем объеме онлайн-казино в 2015 году составляла примерно 35 % (3 % в 2012 году). На глобальном рынке мобильных азартных игр рост доходов до 2019 года прогнозируется достичь в среднем на 43,08 % больше, чем в 2015 году. Мировой рынок вырастет примерно на 18,36 % за этот же период.

## Контроль за деятельностью интернет-казино
Деятельность интернет-казино контролируется, а в некоторых странах, в том числе в России, запрещена вовсе. Большинство стран разработало и реализовало специальные законопроекты, оговаривающие особенности и правила ведения азартного онлайн-бизнеса на их территории. Подходы к регулированию подобной деятельности можно условно разделить на 3 группы:
1. Полный запрет всех казино в интернете. Представители: США, Канада, Япония, Эстония.
2. Выдача сильно ограниченных лицензий на азартную деятельность в интернете. Представители: Франция, Германия, Италия.
3. Лицензирование всех видов азартной деятельности, в том числе и в интернете, без каких-либо жестких ограничений. Представители: Коста-Рика, Антигуа и Барбуда, Панама, Мальта, Гибралтар.

Контроль над деятельностью азартных заведений в Российской Федерации описан в законе «О государственном регулировании деятельности по организации и проведению азартных игр» от 1 января 2007 года. Согласно этому законопроекту, игорные заведения могут размещаться исключительно в специальных игорных зонах, а также запрещена регистрация и лицензирование интернет-казино. Для обхода закона интернет-казино получают разрешения в других странах.

## Безопасность в интернет казино
Безопасность игроков в интернет казино — одна из самых важных и наиболее часто обсуждаемых тем в сфере азартного онлайн-бизнеса. Рост количества виртуальных казино привел к широкому распространению различных мошеннических схем, целевой аудиторией которых стали игроки. Иногда мошенники дублируют существующее онлайн-казино.
Некоторые интернет-казино проводят кампании, связанные с борьбой с мошенниками.
Пользователь должен обращать внимание на следующие факторы:
- Лицензия. На сайте казино обязательно должна быть указаны следующие данные: номер лицензии, название организации, выдавшей лицензию, ссылка на ее официальный сайт.
- Производитель программного обеспечения. Качественные интернет казино указывают производителей игр, представленных на сайте. Таким образом можно узнать, кто предоставил программное обеспечение и отвечает за его надежность и качество.
- Поддержка. Игрокам должна быть предоставлена информация об организациях, которые занимаются контролем деятельности казино и обеспечивают помощь людям, зависимым от азартных игр.
- Отзывы пользователей. Важной характеристикой любого игрового проекта являются отзывы пользователей. Они формируют общую картину отношения игроков к конкретному заведению, позволяя сориентироваться менее опытным посетителям.
- Бренд. Как и в любой другой сфере бизнеса, бренд играет огромную роль в выборе интернет казино. Люди чаще доверяют проверенным известным заведениям, чем новичкам. Знаменитые бренды, в свою очередь, следят за качеством своих сайтов, поддерживая позитивное мнение аудитории.

Лицензии некоторых стран (например, Кюрасао, Кипр) дают гарантии справедливой игры. Больше всего стоит обращать внимание на используемое программное обеспечение, исполняемая часть которого находится на стороне производителя. Таким образом исключается возможность подкручивания результатов игры. Такие гиганты как Novomatic, Net Entertainment, Microgaming и другие, когда предоставляют официальное программное обеспечение определённому игорному залу, контролируют на своей стороне использование игр.

Необходимо следить за тем, чтобы программное обеспечение было представлено официально на сайте казино.